# Eysenckov osebnostni vprašalnik
Eysenckov osebnostni vprašalnik (angl. Eysenck Personality Questionnaire; EPQ, Eysenckove osebnostne lestvice) je samoocenjevalni instrument, nastal na Eysenckovi teoriji osebnosti. Razvil ga je Hans J. Eysenck, eden izmed najbolj vplivnih teoretikov na področju osebnosti, skupaj z ženo Sybil B. G. Eysenck.
Prve objavljene lestvice v zgodovini razvoja EPQ so bile naslovljene Maudsley Personality Inventory, merile pa so dimenziji nevroticizem in ekstravertnost. V nadaljnjem razvoju je bil vprašalnik razširjen z lestvico lažnivosti in dvema alternativnima oblikama, naslovljen pa Eysenck Personality Inventory. Tretja osebnostna dimenzija, psihoticizem, je bila vključena v vprašalnik Eysenck Personality Questionnaire. Zaradi nezaželenih psihometričnih značilnosti lestvice psihoticizma, so ji bile nekatere postavke odvzete, druge dodane, nekaj dodatnih postavk pa je bilo vključenih tudi v lestvici ekstravertnosti in nevroticizma. Tako je leta 1985 nastala revidirana oblika vprašalnika (EPQ-R), ki je v uporabi danes. EPQ meri posameznikovo sociabilnost, aktivnost in impulzivnost. EPQ se uporablja v namene napovedovanja vedenja in fenomenov s socialnega, kognitivnega, osebnostnega, kliničnega in zdravstvenega področja oseb od 16. leta starosti naprej.
S testom merimo izraženost osebnostnih lastnosti na treh dimenzijah: ekstravertnost, nevroticizem in psihoticizem. Ljudje se razlikujejo le v stopnji izraženosti določene lastnosti, največ pa je takih, ki imajo lastnosti izražene srednje. Lestvica psihoticizma meri vedenjske vzorce, ki kategorizirajo psihotične posameznike, nevroticizem kaže nagnjenost posameznika k negativnim afektom, ekstravertnost pa kaže na družabnost in čustveno izraznost posameznika. Vprašalnik vključuje tudi lestvico socialne zaželenosti, ki preverja posameznikovo iskrenost odgovarjanja.

## Razvoj vprašalnika
Prvi vprašalnik iz serije je bil Maudsley Medical Questionnaire (Eysenck, 1952, Lojk, 1979). Meril je predvsem nevroticizem in emocionalnost. Za tem vprašalnikom je Eysenck izdal vprašalnik MPI ali Maudsley Personality Inventory. Ta vprašalnik vsebuje lestvico nevroticizma in ekstravertnosti.
Kot nadgradnja ocenjevanja relativno neodvisnih dimenzij, merjenih z vprašalnikoma Maudsley Medical Questionnaire in Maudsley Personality Inventory, je sledil vprašalnik EPI (Eysenck Personality Inventory, Eysenck in Eysenck, 1963, Noller in Law, 1987), leta 1963. Vsebina EPI je zelo podobna vsebini MPI. Za razliko od MPI pa EPI vključuje dve alternativni obliki (a in b) v namen retestiranja iste populacije. EPI je bil izboljšan tudi v psihometričnem smislu – izključuje sicer nizko, a statistično pomembno korelacijo, ki se kaže med faktorskima lestvicama E in N pri MPI. Tudi zanesljivost EPI je nekoliko višja od MPI. Poleg tega so postavke pri EPI preoblikovane tako, da so primerne tudi za osebe z nižjo inteligentnostjo in nižjo izobrazbo, dodana pa je tudi lestvica lažnivosti (L), ki naj bi odražala stopnjo, do katere oseba prireja odgovore. 
Največja prednost vprašalnika EPQ, ki je sledil EPI, je v vpeljevanju nove spremenljivke, ki ji je Eysenck dal ime psihotizem (P). Pri tem ne gre za lestvico, ki ne bi bila uporabna za merjenje osebnostnih lastnosti normalne populacije. Zaradi kritik lestvice psihoticizma, da ima prenizko stopnjo zanesljivosti, asimetrično distribucijo in ozek razpon točkovanja, so ji bile nekatere postavke odvzete, druge dodane, nekaj dodatnih postavk pa je bilo vključenih tudi v lestvici ekstravertnosti in nevroticizma. Tako je leta 1985 nastala revidirana oblika vprašalnika (EPQ-R), ki je danes glavna mera osebnostnih dimenzij, kot jih definira Eysenck. Zadnja verzija vprašalnika EPQ-R (Eysenck Personality Questionnaire – Revised (Eysenck in Eysenck, 1991) je samoocenjevalni vprašalnik, v originalni obliki sestavljen iz 100 postavk, ki ocenjujejo tri dimenzije osebnosti: nevroticizem (24 postavk), ekstravertnost (23 postavk) in psihoticizem (32 postavk). Namenjen je osebam od starosti 16 do 70 let. Vključuje tudi lestvico lažnivosti (L), ki meri dissimulacijo (21 postavk). Oseba na postavke odgovarja z DA ali NE.

## Zanesljivost
Zanesljivost omenjenega instrumenta je bila preverjena v veliko študijah. Skozi zgodovino so ekstravernost, nevroticizem in psihoticizem zadostovali pogojem, da jih označimo kot notranje konsistentne (Cronbach Alfa). V začetni predstavitvi EPQ-R so avtorji Eysenck, Eysenck in Barrett (1985) poročali o zanesljivosti, ki je bila ocenjena nekje med 0.85 pa do 0.90 za ekstravertnost, od 0.85 do 0.88 za nevroticizem in od 0.73 pa do 0.81 za psihoticizem. Omenjene zanesljivosti so se potrdile kot konsistentne skozi številne kasnejše študije, ki so pri svojih raziskavah uporabile modificiran EPQ-R vprašalnik. Pet študij, ki so zajemale velike vzorce (med 635 do 2 466 udeležencev), je prišlo do rezultatov, da je razpon zanesljivosti od 0.89 do 0.91 za ekstravertnost, od 0.84 do 0.86 za nevroticizem, ter za psihoticizem od 0.67 do 0.68.

## Veljavnost
Veljavnost vprašalnika potrjuje več raziskav, ki so predstavljene v priročniku. Tam je predstavljena tudi faktorska struktura na slovenskem in britanskem vzorcu.

## Norme
Zbrane so aritmetične sredine in standardne deviacije lestvic P, E, N in L za različne starostne skupine za moške in ženske iz vzorca 486 oseb, v priročniku pa so tudi podatki o angleških normah.

## Namen, uporaba vprašalnika
Vprašalnik se ukvarja z normalnim vedenjem, ne s simptomi. Odkriva določene nevrotične in psihotične preddispozicije oseb in je uporaben na področju industrije (poklicno usmerjanje in izbira poklica), psiholoških laboratorijskih poskusov, pojasnjevanja in predvidevanja človekovega vedenja (izdelani sta posebni lestvici kriminalnosti - C in odvisnosti - A). 
Avtor priročnika prve priredbe EPQ za slovenski prostor kot področja uporabnosti navaja razvojno in pedagoško psihologijo, klinično psihologijo, industrijsko psihologijo, forenzično psihologijo, socialno psihologijo. 
Študije lestvic EPQ vključujejo raziskave s področja kriminalnega vedenja, migrenskih glavobolov, prenehanja zakonskega življenja, asertivnosti, tendence po socialnem primerjanju, kardiovaskularne regulacije, somatskih simptomov, depresije, anksioznosti in še mnogih drugih. 
Tuji avtorji kliničnih raziskav poleg tega menijo tudi, da je Eysenck Personality Questionnaire (EPQ) eden izmed prvih razumljivih merskih pripomočkov za merjenje osebnostnih potez, ki je medkulturno uporaben, obstaja preveden v številne svetovne jezike in je prirejen za uporabo v različnih državah sveta. Meri širok spekter domen nevroticizma, ekstravertnosti in psihoticizma. Rezultati njegove aplikacije so podprli hipotezo o univerzalnosti osebnostne strukture v različnih kulturah in jezikovnih skupinah. Prav tako so zanimivi podatki o povezavi med določenimi osebnostnimi lastnostmi in kulturnimi značilnostmi. Rezultati EPQ lahko pomagajo v procesu ocenjevanja težav otrok klinične populacije ter izbiri in načrtovanju ustreznega tretmaja. 

## Kritike
Kljub zadovoljivim psihometričnim lastnostim pa je bil vprašalnik podvržen prenekaterim kritikam. Prva kritika je bila podana glede aspekta ekstravertnosti. Kar se tiče korelacij med dimenzijami na vprašalnikih EPQ in EPI,  so ugotovili da prihaja do visoke korelacije med obema ekstravernostima izključno zaradi sociabilnosti. Medtem ko naj bi EPI lestvica ekstravernost merila s strani impulzivnosti in sociabilnosti, EPQ lestvica skoraj v celoti meri le sociabilnost.
Tudi podlestvica psihoticizma je vsebovala nezaželene psihometrične lastnosti, zato je bila podvržena prenekaterim kritikam. Zlasti, da ima nizko zanesljivost, nizki razpon točkovanja in poševno distribucijo. V odgovor kritikom je leta 1985 Eysenck odstranil nekaj postavk pri merjenju psihoticizma, ter nekaj postavk dodal za merjene psihoticizma, nevroticizma in ekstravertnosti. Avtorji opravičujejo nizko notranjo konsistentnost s tem, da vsebuje več različnih vidikov (npr. krutost, pomanjkanje empatije,…). Nekateri raziskovalci pravijo, da je boljša razdelitev osebnosti na 5 faktorjev in da je pri trifaktorski analizi psihoticizem več kot le en osebnostni faktor.